# Roca de la Cremada
La Roca de la Cremada és una muntanya que es troba en el terme municipal de la Vall de Boí, a la comarca de l'Alta Ribagorça, i dins del Parc Nacional d'Aigüestortes i Estany de Sant Maurici.
El petit cim, de 1.885,9 metres, està situat en la riba esquerra del Riu de Sant Nicolau, al sud del Planell d'Aigüestortes i avall del Barranc de Morrano i per damunt del Planell de Sant Esperit.